# مانتشايتا
بلدية مانتشايتا (بالإسبانية: Manchita)‏, هي إحدى بلديات مقاطعة بطليوس, التي تقع في منطقة إكستريمادورا, والتي تقع في غرب إسبانيا.
يبلغ عدد سكانها 754 نسمة وفقاً لإحصائية سنة (2002).